# Junkers Jumo 205
Le Junkers Jumo 205 est le plus célèbre moteur de la première génération des moteurs Diesel d'aviation. Le Jumo 204 avait été mis en service en 1932. Les autres moteurs de cette série sont les prototypes Jumo 206 et Jumo 208, ainsi que le Jumo 207 produit pour équiper les avions de reconnaissance allemands de haute altitude Junkers Ju 86P et -R, ainsi que le Blohm & Voss BV 222 Viking à six moteurs, de 46 m d'envergure. Ces trois variantes se différenciaient par le cycle, l'usinage et la suralimentation. Au total, des années 1930 jusqu'à 1943, Junkers a assemblé plus de 900 de ces moteurs.

## Conception initiale et améliorations

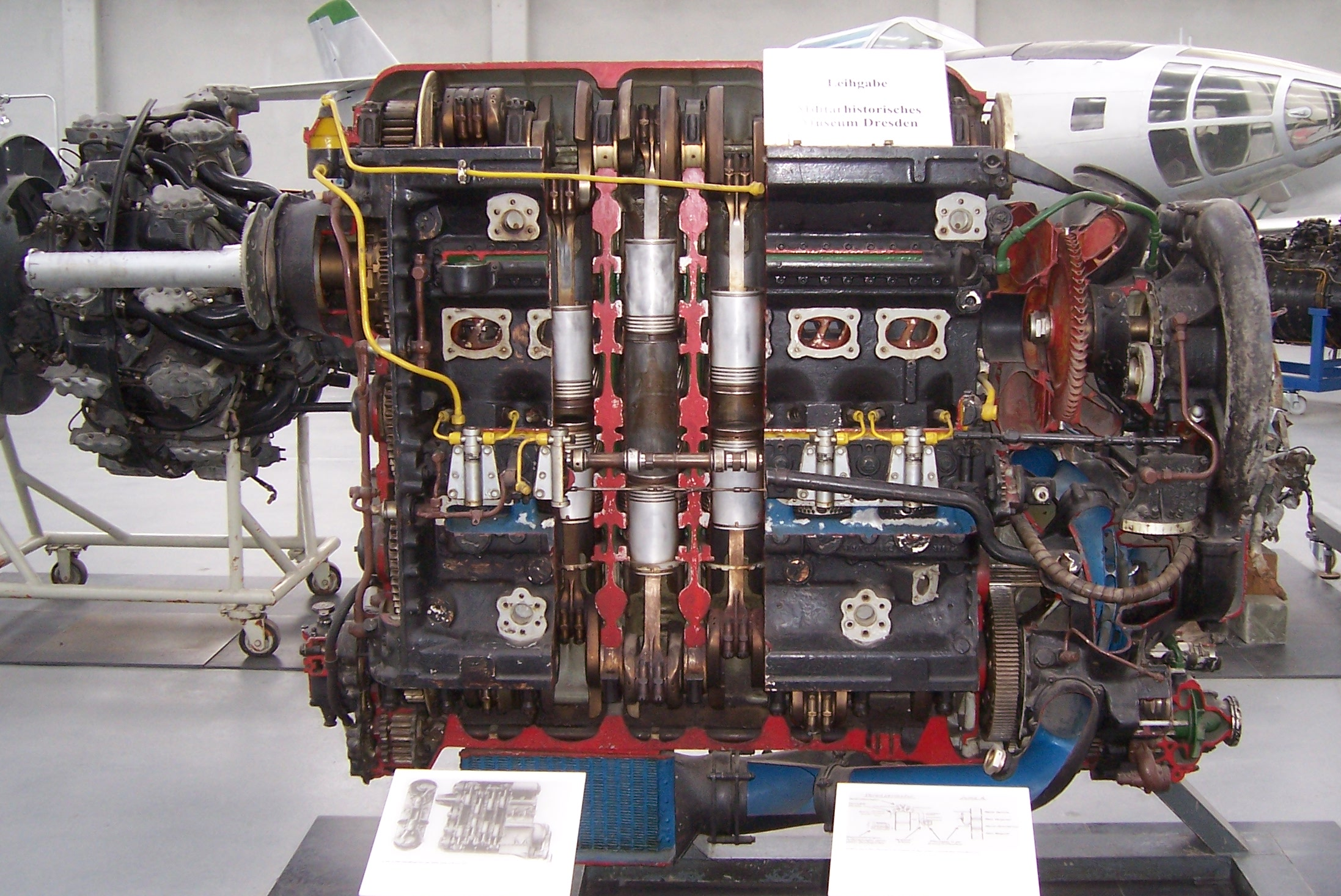
Vue éclatée d'un moteur d'avion Diesel Junkers Jumo 207, de conception quasi identique.

Les Jumo 205 étaient des moteurs à deux temps à douze pistons opposés par paires et six cylindres. Cette configuration inhabituelle requérait deux vilebrequins accouplés, l’un au fond du bloc-cylindres et l’autre au-dessus. Les pistons étaient en translation antagoniste au cours du cycle. Les collecteurs d’admission et d'échappement étaient dupliqués de chaque côté du bloc-cylindres. Il y avait pour chaque cylindre deux pompes d’injection commandées par des cames, alimentant chacune deux ajutages, soit quatre par cylindre.
Typiques en cela des moteurs deux-temps, les moteurs Jumo n'ont pas de soupapes : elles sont remplacées par des orifices d’admission et de détente pratiqués dans le corps du cylindre au cours de son usinage ; ces orifices sont mis en communication avec la chambre de combustion interne à un certain stade de la course des pistons. Cette conception est en principe défavorable au taux de compression parce que ces orifices sont masqués (resp. mis en communication) en même temps, et sont généralement situés de part et d’autre du cylindre. Cela entraîne une évacuation incomplète des gaz brûlés, ce qui explique que les moteurs deux-temps dépourvus de soupapes fument beaucoup et ont un rendement faible.
Mais le Jumo résout en grande partie ce problème grâce à une disposition astucieuse des orifices : l’orifice d'admission est situé sous le piston « bas », tandis que l'orifice d’échappement est sous le piston « du dessus. » Le vilebrequin inférieur est décalé (retard) de 11° par rapport à l’autre vilebrequin : il s’ensuit un déphasage entre l’ouverture des deux orifices, celui d’échappement étant dégagé avant celui d'admission ; ainsi, l’évacuation des gaz brûlés est déjà bien engagée quand le mélange vient chasser les derniers résidus. Grâce à ce système, les moteurs Jumo deux-temps tournaient presque aussi proprement et avec autant d’efficacité que les quatre-temps équipés de soupapes, tout en comportant beaucoup moins de pièces.
Mais ce système possède aussi quelques inconvénients : d'abord, comme les deux pistons d'un même cylindre sont légèrement déphasés pour optimiser l'échange des gaz, le régime n'est pas parfaitement régulier ; d'autre part, il faut accoupler les arbres des deux vilebrequins, ce qui complexifie le mécanisme : cet aspect se retrouve dans le moteur avec cylindres en H.
Dans le cas du moteur Jumo, on a en partie remédié à ces problèmes en tirant l'essentiel du couple moteur de l'arbre supérieur, légèrement décalé vers le haut à l'avant du moteur. Tous les accessoires, comme la pompe du réservoir, les injecteurs et le compresseur d'échappement, sont actionnés par l'arbre inférieur, ce qui consomme déjà la moitié environ de son couple moteur ; le reliquat est communiqué au premier arbre.
En théorie, sa configuration en moteur plat aurait pu permettre de loger le Jumo 205 dans l'épaisseur des ailes de grands appareils, comme les moyens-courriers et bombardiers ; mais un examen détaillé du système de vidange d'huile montre que c'est impossible : c'est pourquoi ce moteur a toujours été posé verticalement.

## Les différentes variantes
Jumo 205
Jumo 206
Jumo 207version suralimentée pour le vol en haute altitude avec injection de « mélange Göring », c'est-à-dire de protoxyde d'azote.
Jumo 208
Jumo 218version douze cylindres, jamais produite en série.
Jumo 223construit en prototype unique ; c'était un moteur 24-cylindres doté de quatre vilebrequins.
CLM Lille 6Asversion fabriquée sous licence par la Société lilloise des moteurs, développant 650 ch,(CLM était une filiale de Peugeot, fabricant entre autres des moteurs Indenor).
CLM Lille 6BrSversion plus élaborée du 6As qui équipait le Bernard 86.

## Applications
Le moteur Jumo 205 a équipé les premières versions du bombardier Junkers Ju 86, mais il était trop peu nerveux, et avec cela moins fiable à haut régime pour être propre au combat aérien. Dans ses dernières versions, ce moteur s'avéra utile pour le vol à très haute altitude, caractéristique des appareils de reconnaissance Ju 86-P et Ju 86-R. Au mois de janvier 1940, la Luftwaffe fit l'essai d'un prototype Ju 86P équipé du moteur Diesel turbocompressé Jumo 207A1. Il eut davantage de succès dans la motorisation des avions de transport militaire, pour lesquels ses caractéristiques étaient idéales, et pour l'avion-cargo Blohm & Voss Ha 139. Son rendement thermique le fit adopter pour les quelques avions garde-côte allemands de la deuxième guerre mondiale, du type BV 138 et BV 222.

### Appareils équipés du Jumo 205
- Blohm & Voss BV 138
- Blohm & Voss Ha 139
- Blohm & Voss BV 222
- Dornier Do 18
- Dornier Do 24  (prototypes V1 et V2)
- Dornier Do 26
- Junkers Ju 86

## Autres moteurs à pistons opposés remarquables
- Commer TS3 "The Commer Knocker" moteur pour véhicules commerciaux.
- Leyland L60 moteur de char, équipant le Chieftain. Distribution identique au Junkers Jumo 205 et au Napier Culverin.
- Moteur Rolls-Royce K60, équipant les véhicules blindés FV430 ainsi que le char suédois Strv 103.
- Napier Deltic.
- Moteur soviétique 5TDF équipant le char T-64.
- Moteur soviétique 6TD équipant les chars T-80UD, T-84 et Al-Khalid.
- Fairbanks Morse 38 8 1/8

## Voir également
- (en) Cet article est partiellement ou en totalité issu de l’article de Wikipédia en anglais intitulé « Junkers Jumo 205 » (voir la liste des auteurs).
- Davantage d'informations et d'images sur ce thème
- Les idées derrière le moteur OPOC d'Ecomotors
- Brevet original du moteur à pistons opposés Junkers-Oechelhaeuser